# HD22378
HD22378 є хімічно пекулярною зорею спектрального класу
B9 й має видиму зоряну величину в смузі V приблизно  9,3.

## Пекулярний хімічний вміст
Зоряна атмосфера GSC4716-1077 має підвищений вміст 
Si
.